# Palais du Gouverneur de Williamsburg

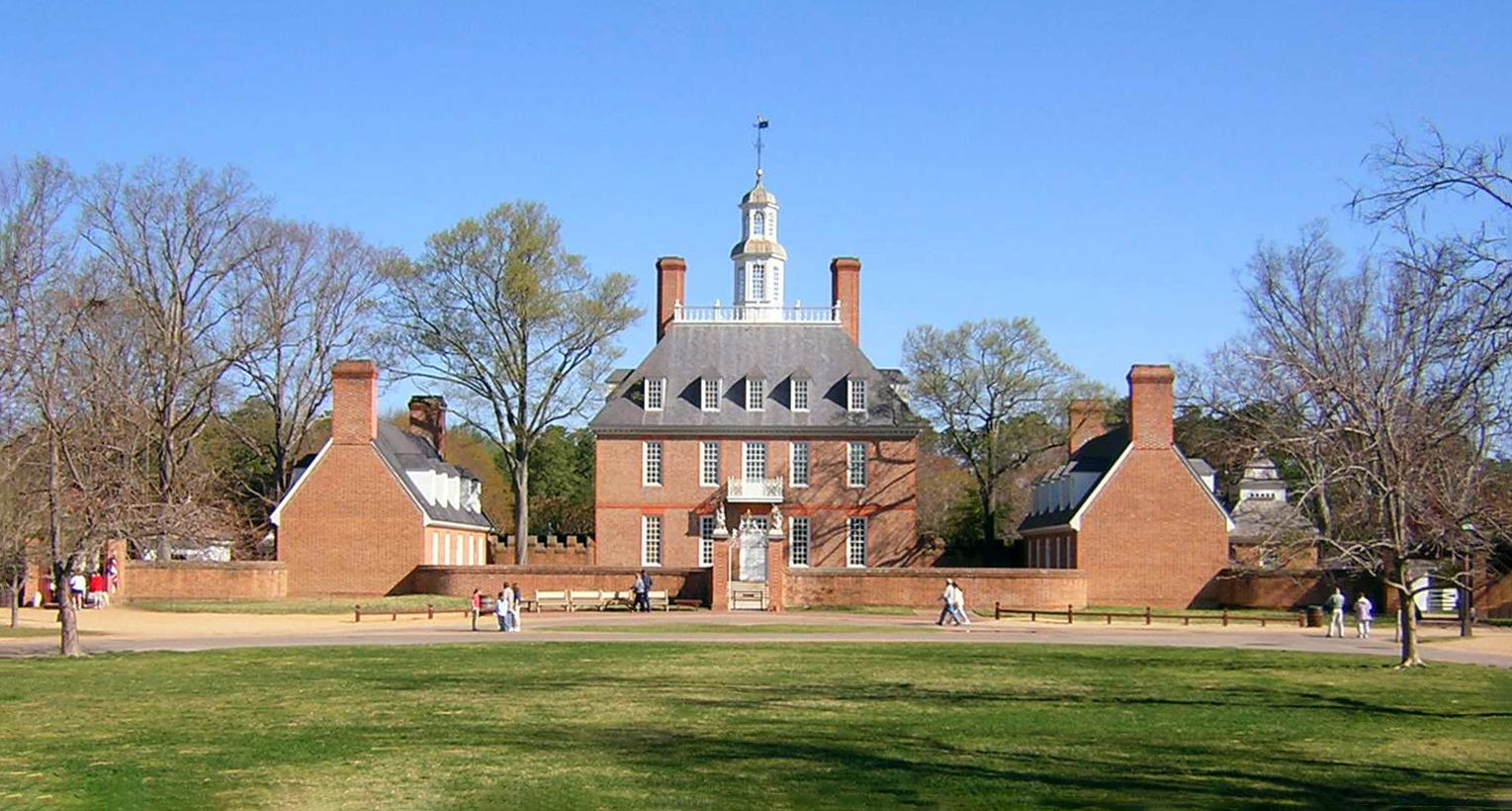
Le bâtiment du palais du Gouverneur.

Le palais du Gouverneur de Williamsburg, en Virginie (alors colonie de Virginie), est l'un des deux plus grands bâtiments construits dans la colonie de Williamsburg, avec le Capitole. Patrick Henry est le premier gouverneur à y résider, entre 1776 et 1779. Thomas Jefferson est le second, entre 1779 et 1780, date à laquelle le Capitole déménage à Richmond.

## Liste des gouverneurs résidents

### Avant l'indépendance américaine
- Alexander Spotswood
- Francis Fauquier
- Norborne Berkeley
- 1722-1726 : Hugh Drysdale
- William Gooch
- Robert Dinwiddie
- John Murray (4e comte de Dunmore)

### Après l'indépendance
- 1776-1779 : Patrick Henry
- 1779-1780 : Thomas Jefferson

## Sources
- (en) Cet article est partiellement ou en totalité issu de l’article de Wikipédia en anglais intitulé « Governor's Palace (Williamsburg, Virginia) » (voir la liste des auteurs).